# Lungepulsåre
Lungepulsåren (også kendt som pulmonalarterien eller lungearterien) er en pulsåre, der fører blod fra hjertet til lungerne. Bortset fra navlepulsåren er lungepulsåren den eneste pulsåre, der transporterer blod med lavt oxygenindhold.
Lungepulsåren udspringer af højre hjertekammer, hvorfra den deler sig i en højre og venstre gren svarende til hver lunge. Blodet iltes i lungerne, hvorfra det strømmer til venstre del af hjertet. Her pumpes det af venstre hjertekammer videre til resten af kroppen via aorta.